# Forsbergs förlag
Denna artikel handlar om Forsbergs förlag, icke att förväxlas med Carl Forsbergs bokförlag i Göteborg
Forsbergs förlag (egentligen Bengt Forsbergs förlag AB) var ett svenskt förlag baserat i Malmö och verksamt 1946–2014.
Forsbergs är i dag kanske mest känt för den fotografiska årsboken Kamera, vilken man utgav årligen från 1955. Under 1960- och 1970-talens "sexvåg" utmärkte man sig dock även för erotiska novellsamlingar med titlar som Kärlek 1, Kärlek 2 och så vidare (redigerade av Bengt Anderberg). I anslutning härtill producerade Forsbergs även filmen Kärlek 1–1000.
Förlaget har också, i samarbete med Fakirensällskapet, givit ut faksimiltryck av Axel Wallengrens humoristiska skrifter.